# Гаррісон (округ Марафон, Вісконсин)
Гаррісон (англ. Harrison) — місто (англ. town) в США, в окрузі Марафон штату Вісконсин. Населення — 312 особи (2020).

## Демографія
Згідно з переписом 2010 року, у місті мешкали 374 особи в 150 домогосподарствах у складі 109 родин. Було 178 помешкань
Расовий склад населення:
| - 97,3 % — білих - 0,8 % — корінних американців - 0,3 % — чорних або афроамериканців |

До двох чи більше рас належало 1,3 %. Частка іспаномовних становила 0,8 % від усіх жителів.
За віковим діапазоном населення розподілялося таким чином: 22,7 % — особи молодші 18 років, 63,1 % — особи у віці 18—64 років, 14,2 % — особи у віці 65 років та старші. Медіана віку мешканця становила 42,0 року. На 100 осіб жіночої статі у місті припадало 110,1 чоловіків; на 100 жінок у віці від 18 років та старших — 109,4 чоловіків також старших 18 років.
Середній дохід на одне домашнє господарство становив 91 242 долари США (медіана — 60 833), а середній дохід на одну сім'ю — 105 424 долари (медіана — 66 429). Медіана доходів становила 47 679 доларів для чоловіків та 40 893 долари для жінок. За межею бідності перебувало 5,5 % осіб, у тому числі 0,0 % дітей у віці до 18 років та 0,0 % осіб у віці 65 років та старших.
Цивільне працевлаштоване населення становило 207 осіб. Основні галузі зайнятості: виробництво — 18,4 %, сільське господарство, лісництво, риболовля — 16,4 %, роздрібна торгівля — 12,6 %, освіта, охорона здоров'я та соціальна допомога — 11,6 %.